# 발터 하젠클레버
발터 하젠클레버(Walter Hasenclever, 1890년 7월 8일 ~ 1940년 6월 22일)는 독일의 극작가다.
젊은 세대의 아버지에의 반항을 그린 <아들>, 반전적(反戰的)인 <안티고네>, 종교적인 <인간> 등의 여러 작품은 모두 표현주의의 특색을 나타내고 있다. 인간성의 회복을 구하는 열광적인 절규에다 정치적인 자세를 가미했다. 만년에는 <결정> <나폴레옹 나서다> <천국에서 맺어지는 사랑> 등과 같은 경묘한 문명비평극이나 오락극도 집필했다. 나치스의 박해로 망명한 후에 자살했다.

## 생애
1890년 라인란트 지방 소도시 아헨에서 부유한 시민 계층 가문의 의사 아들로 태어났다. 보수적 가치관을 가진 엄격하고 고루한 아버지와 정신 질환을 앓고 있는 어머니 사이에서 불행한 유년기와 청소년기를 보낸다. 고등학교 졸업 후 아들을 법관으로 만들고 싶었던 아버지 소망에 따라 하젠클레버는 법학을 공부하기 위해 영국 옥스퍼드 대학에 진학한다. 그러나 정작 하젠클레버 자신은 법학보다 역사, 문학, 철학 등 순수 인문학에 더 큰 관심을 가지게 되었다. 아버지는 이런 아들을 못마땅하게 생각하고 법학 공부에 전념시키고자 자신의 친구가 있는 프랑스 도시 루잔으로 보낸다. 하젠클레버는 루잔에서의 자유 없는 삶을 견디지 못하고 라이프치히로 도주한다. 1915∼1916년에 제1차 세계대전 중 통역관으로 이곳저곳 옮겨 다니며 군 복무를 한다. 하젠클레버는 1916년 〈아들〉 드레스덴 공연을 위해 휴가를 얻어 대단한 열정을 가지고 공연 준비 작업에 협력한다. 드레스덴 공연 당시 그는 연극을 통해 실제로 아버지를 살해했다고 믿게 되며, 결국 정신 착란을 일으켜 드레스덴 근교 소재 군인 병원 요양소로 보내진다. 그곳에서 퇴원한 후 의사 노이베르거의 보살핌 속에 문인 오스카 코코슈카와 교제하면서 1920년대 말까지 창작 활동을 한다. 1916년 발표한 희곡 〈안티고네(Antigone)〉로 이듬해 클라이스트상을 수상한다. 1920대 중반 이후 하젠클레버는 프랑스 파리로 가서 친구 쿠르트 핀투스가 주선해 준 베를린 주재 《8시 석간지(8-Uhr-Abendblatt)》 해외 통신원으로 일하게 된다. 그는 파리의 삶과 문화를 소개하는 문예란 기사를 쓰면서 창작 생활을 이어 간다. 이 시기 특히 그의 작품 세계에 영향을 준 것은 프랑스 희극이었다. 그는 희극에 주로 관심을 기울이게 되었으며, 대표적 희극들을 주로 이 시기에 창작했다. 1933년 히틀러가 독일을 지배하자 수많은 독일 지식인들과 마찬가지로 앞으로 닥쳐올 박해를 피해 이제 영원히 독일 땅에 돌아올 수 없는 망명길에 오른다. 1939년 9월과 10월 두 차례에 걸쳐 체포, 구금되었다가 석방되어 소설 《권리 없는 자들(Die Rechtlosen)》을 집필한다. 이후 다시 체포되어 남부 프랑스 밀레 수용소로 옮겨 가기 직전 자신이 거주하던 프랑스로 독일이 침공해 오자 이제 나치의 위협에서 벗어날 수 없다는 불안감에 수면제를 과다 복용, 1940년 6월 21일 엑상프로방스 병원으로 옮겨졌으나 그곳에서 50세 나이로 생을 마감했다.